# حي ناجي (خنفر أبين)
حي ناجي هو أحد أحياء مدينة الكود في محافظة أبين اليمنية. بلغ تعداد سكانه 2139 نسمة حسب التعداد السكاني في اليمن لعام 2004.